# Petra Grijzen
Petra Grijzen (Rotterdam, 20 april 1978) is een Nederlands journaliste en radio- en televisiepresentatrice.

## Biografie
Ze studeerde psychologie en werkte aan de Universiteit van Amsterdam. In deze periode combineerde ze dit met haar werk als redactrice, verslaggeefster en presentatrice van een lokale nieuwsdienst, AmsterdamFM. Sinds 2006 was ze fulltime in dienst bij BNR Nieuwsradio, totdat ze op 6 september 2010 de vaste presentatrice van het televisieprogramma Ochtendspits van omroep Wakker Nederland werd. 
In het voorjaar van 2011 besloot ze hiermee te stoppen en in september dat jaar keerde ze terug bij BNR Nieuwsradio. Ze presenteerde afwisselend de lange BNR Nieuwsupdates en BNR Petra Grijzen. Ze verving vanaf 21 mei 2012 tijdelijk Margreet Beetsma als presentatrice van Editie NL. Op RTL 4 werkte ze voorafgaande aan de Tweede Kamerverkiezingen van 2012 ook mee aan een lijsttrekkersdebat in Carré. Van 2016 tot 2018 presenteerde ze bij BNR van maandag tot en met donderdag het programma Spitsuur. In 2018 stapte Grijzen over naar de NOS, waar ze ging werken voor het programma Nieuws & Co op NPO Radio 1. Ook presenteert ze op deze zender, afgewisseld door Waldy van Geenen, Hilversum Uit, een programma op locatie.
In 2019 werd Grijzen invalpresentatrice bij het televisieprogramma Nieuwsuur. Ze presenteerde vanaf februari 2021 het wetenschapsprogramma Atlas, in 2023 opgevolgd door Focus op NPO 2.